# عيدي أمين
عيدي أمين دادا (17 مايو 1925 - 16 أغسطس 2003) ويعرف باسم عيدي أمين، هو رئيس أوغندا الثالث في الفترة بين عامي 1971 و1979. ويوصف دائما بالدكتاتور العسكري.
انضم إلى قوات الاستعمار البريطاني العسكرية، وبالتحديد في الكتائب الأفريقية (بالإنجليزية: King's African Rifles)‏ التي كانت نشطة في شرق أفريقيا ذلك الوقت. بعد ذلك وصل أمين إلى رتبة لواء وتولى قيادة الجيش الأوغندي في عام 1964. قام عيدي أمين بانقلاب عسكري في يناير 1971، وعزل الرئيس ميلتون أوبوتي. وكان حكم عيدي أمين معروفا بانتهاك حقوق الإنسان والقمع السياسي والتمييز العنصري، والإعدامات غير القانونية وطرد الآسيويين من أوغندا. أعداد القتلى وقت حكمه غير معروفة. لكن تقديرات المراقبين الدوليين ومنظمات حقوق الإنسان هي أن الاعداد ما بين 100.000 إلى 500.000 قتيل.
عام 1975-1976 أصبح أمين رئيس منظمة الوحدة الإفريقية، وهي مجموعة لعموم الأفريقيين تهدف إلى تعزيز التضامن بين الدول الأفريقية. في الفترة ما بين 1977-1979 ضُمت أوغندا إلى لجنة الأمم المتحدة لحقوق الإنسان.
ملقب بـ«آخر ملوك اسكتلندا» وذلك لإعجابه الشديد بإسكتلندا ومحاولته الاقتداء ببروتوكولات العائلات المالكة، شابت فترة حكمه الصراعات الأهلية الشديدة بين الأعراق المختلفة بأوغندا وشهد عصره عنفاً مستمراً واغتيالاتٍ للمنافسين السياسيين، اتهم من القوى الغربية بالديكتاتورية، يقدر عدد القتلى في فترة حكمه ما بين 80 ألفاً و 500 ألف على حسب تقديرات المنظمات الغربية وتشكك منظمات أخرى بذلك في إطار التسييس «البروباجندا» ضده.
قام عيدي أمين في فترة ما من فترات حكمه بما كان يعتقد أنها سلسلة من الإصلاحات الاقتصادية وكان منها أن قرر إبعاد الهنود الذين كانوا قد جاؤا إلى البلاد مع البريطانيين وبدؤا يؤسسون مجموعة من الأنشطة التجارية والأعمال والمشروعات المختلفة، وأصبح لديهم باع في الاقتصاد الأوغندي، أبعدهم الجنرال أمين واختار معظمهم بريطانيا كوجهة بديلة عن أوغندا والتي رحّبت بهم ومنحتهم التسهيلات في قضية أصبحت تعرف فيما بعد في بريطانيا بقضية الهنود الأوغنديين.

أُبْعِدَ إلى السعودية بعد سقوط سلطته وعاش في مدينة جدة حيث توفي هناك عام 2003.

## نشأته
لم يكتب عيدي أمين سيرته الذاتية، ولم يسمح بالكتابة عن حياته أو سرد تفاصيلها بشكل رسمي أو معلن . وهناك اختلافات فيما يتعلق بموعد ومكان ولادته. تذكر معظم مصادر السيرة الذاتية أنه ولد إمّا في شمال أوغندا ببلدة كوبوكو أو كمبالا حوالي عام 1925. تشير مصادر أخرى غير مؤكدة أنه ولد عام 1923 حتى أواخر عام 1928. ذكر ابنه حسين أن والده ولد في كمبالا في عام 1928.
ذكر الفريد جويدديكو، الباحث في جامعة ماكيريري، والد عيدي أمين هو أندرياس نيابير (1889-1976) وكان والده عضو في جماعة كاكوا العرقية أعتنق الإسلام في عام 1910 بعد أن كان ينتمي للكنيسة الرومانية الكاثوليكية وغيّر اسمه إلى أمين دادا. سمّى ابنه البكر على اسمه. بعدها ترك عيدي أمين والده بسن مبكر، ونشأ مع عائلة والدته في بلدة زراعية ريفية في شمال غرب أوغندا. يقول الباحث جويدديكو أيضاً أن والدة أمين عيدي واسمها آسا آتي (1904–1970) كانت من عرقية لوغبارا وتعمل كأخصائية أعشاب تقليدية عالجت بعض الأعضاء من عائلة أوغندا الملكية الحاكمة. كما وصفت بعض المصادر عيدي أمين بأنه من أصل كاكوا-نوبي مختلط. 
التحق أمين بمدرسة إسلامية ببلدة بومبو في المنطقة الوسطى من أوغندا عام 1941 وبعد دراسته لبضع سنوات ترك المدرسة، وعمل بعدة وظائف غريبة ومتعددة قبل أن يُجَنَّدْ في الجيش من قبل ضابط بالجيش الاستعماري البريطاني.

## الألقاب
على مدار حياته المهنية ، اكتسب عيدي أمين وأطلق على نفسه العديد من الألقاب ، والعديد من هذه الألقاب وصفت بالمهينة:
- "الأب الكبير":[20][21] لقب حنون[22]
- المنجل الماشيتي (kijambiya):[22] يُنسب إلى القوات الأوغندية التي غالبًا ما تقتل ضحاياها بالمناجل[23]
- "جزار أوغندا" [20]
- "جزار أفريقيا" [23]
- "جزار كمبالا" [24]
- "بلاك هتلر"(تترجم إلى هتلر الأسود)[24]
- "دادا" (Dada): هناك خلاف حول ما إذا كان هذا جزءًا من اسم عائلة عيدي أمين أو مجرد لقب. ادعى بعض الباحثين أنها نشأت ككنية لسلوك أمين "الجبان" ، حيث يمكن ترجمتها على أنها "أخت" وقد اعترض ورفض بشدة هذا التفسير من المؤيدين لعيدي أمين.[22] ذكرت عائلة أمين أن "دادا" كان مجرد اسم بديل لعرقية لوغبارا والذي يستخدم أحيانًا كاسم يطلق غلى شخص ورأى الباحث مارك ليوبولد أن هذا أكثر احتمالا من التفسير الأول.[25]
- "دكتور يافا" (Dr. Jaffa):[26] حصل على هذا اللقب في المنفى بالسعودية بسبب استهلاكه اليومي للبرتقال ، خاصة بعد أن زعم انتقاله لحمية غذائية تعتمد فقط على الفواكه والمكسرات والبذور.[27][28]

مع مرور الوقت أصبح سلوك أمين غريباً ولا يمكن التنبؤ به وأكثر حدة. وقطعت المملكة المتحدة جميع العلاقات الدبلوماسية مع نظامه في عام 1977، أعلن عيدي أمين أنه هزم البريطانيين ، ومنح لنفسه وسام CBE (Conqueror of the British Empire) ومعناهُ فاتح أو غازي الإمبراطورية البريطانية.
أصبح لقبه الكامل الذي منحهُ لنفسه : "فخامة الرئيس الأبدي المشير الحاج الدكتور عيدي أمين دادا سيد جميع وحوش الأرض وأسماك البحار وفاتح الإمبراطورية البريطانية في إفريقيا بشكل عام وأوغندا بشكلٍ خاص "، بالإضافة إلى ادعائهِ المعلن رسميًا بأنه ملك إسكتلندا غير المتوّج. منح درجة الدكتوراه في القانون لنفسه من جامعة ماكيريري بالإضافة إلى صليب النصر وهي ميدالية صنعت لمحاكاة صليب فيكتوريا البريطاني. أصبح أمين موضع للشائعات مثل الاعتقاد السائد بأنه كان من آكلي لحوم البشر. كما نُشر أنه تفاخر بإحتفاظهِ لرؤوس مقطوعة في الثلاجة تابعة لأعداءهِ السياسيين و قال إن اللحم البشري كان بشكل عام "مالحًا جدًا" بالنسبة لذوقه.

## عيدي أمين في الإعلام
أنتجت كثير من الأفلام الوثائقية عن عيدي أمين وأشهرها من عمل المخرج باربرت شرودر، وكان الفيلم بعنوان عيدي أمين يرسم نفسه (بالفرنسية: Général Idi Amin Dada: Autoportrait)‏. أنتج سنة 1974.
أما في هوليوود فقد ظهر فيلم آخر ملوك اسكتلندا سنة 2006 ومثّل دور عيدي أمين فورست ويتكر، وحقق الفيلم إيرادات عالية وحصل فورست ويتكر على جائزة الأوسكار ال 79 لأفضل ممثل.

## الحواشي
1. ↑  "Bob Astles, al servicio del cruel dictador Idi Amín" (بالإسبانية).
2. ↑  "Idi Amin, el carnicero de Uganda: las excentricidades y la extrema crueldad del dictador africano" (بالإسبانية).
3. ↑  تاريخ ومكان ميلاد عيدي أمين غير معروف بالضبط. والمصادر العلمية مثل موسوعة البريتانيكا وموسوعة إنكارتا وموسوعة كولومبيا ترجح أن أمين ولد في كوبوكو أو كمبالا قرابة عام 1925.
4. ↑  المقصود هنا هو الانقلاب الذي قاده الجنرال عيدي أمين ضد الرئيس ميلتون أوبوتي في 25 يناير 1971. وقد كان الرئيس أوبوتي وقتها في مؤتمر رؤساء دول الكومنولث في سنغافورة.
5. ↑  في الرابع من أغسطس عام 1972، أعطى الرئيس عيدي أمين مهلة مدتها تسعين يوما لكل الآسيويين في أوغندا، وكان معظمهم من أصول هندية، لمغادرة البلاد. وكان أمين يدعي أن الله أمره بأن يطردهم.
6. ↑  حقوق الإنسان والقوة الاقتصادية: الولايات المتحدة مقابل عيدي أمين (1978). نسخة محفوظة 18 أبريل 2015 على موقع واي باك مشين.
7. ↑  الأرقام الدقيقة غير معروفة
8. ↑  نموذج من التمييز العنصري.
9. ↑  السعودية.. الملاذ الأخير للساسة دون ممارسة السياسة نسخة محفوظة 19 يناير 2011 على موقع واي باك مشين. [وصلة مكسورة]
10. ↑  الجارديان، نعي عيدي أمين نسخة محفوظة 27 يوليو 2013 على موقع واي باك مشين.
11. ↑  O'Kadameri، Billie (1 سبتمبر 2003). "Separate fact from fiction in Amin stories". Originally published in The Monitor  [لغات أخرى]‏. مؤرشف من الأصل في 2012-10-01. اطلع عليه بتاريخ 2010-05-08.{{استشهاد بخبر}}:  صيانة الاستشهاد: علامات ترقيم زائدة (link)
12. ↑  Chris (30 Nov 2014). "Idi Amin's son complains about the Guardian's obituary notice". The Guardian (بالإنجليزية البريطانية). ISSN:0261-3077. Archived from the original on 2022-12-02. Retrieved 2023-04-11.
13. 1 2  "The Monitor: The Independent Daily. IDI AMIN DADA 1925 - 2003: Profile of a regime". web.archive.org. 12 يونيو 2007. مؤرشف من الأصل في 2022-06-11. اطلع عليه بتاريخ 2023-04-11.
14. ↑  Hansen 2013، صفحة 85.
15. ↑  Nugent 2012، صفحة 233.
16. ↑  Leopold 2005، صفحة 60.
17. ↑  Nugent 2012، صفحات 233–234.
18. 1 2  "When Uganda last played Africa Cup, Idi Amin ruled". Daily Monitor. 12 يناير 2017. مؤرشف من الأصل في 2022-11-30. اطلع عليه بتاريخ 2021-05-11.
19. ↑  Sospeter Okero، Biching'a؛ Nyandoro Obara، George؛ Kebaya، Charles (22 سبتمبر 2019). Mugubi، John؛ Ojwang'، Amos O.؛ Saxena، Monisha؛ Wesonga، Robert؛ Kiptoo، Priscah-Tarus؛ Nyongesa، Andrew؛ Sehrawat، Deepa؛ Mwangi، Evan؛ Eghagha، Hope؛ Odhiambo، Christopher (المحررون). "Representation of the Big Man Typology in The Rise and Fall of Idi Amin". Nairobi Journal of Humanities and Social Sciences. Nairobi, Kenya: Royallite Global (Royallite Publishers). ج. 3 ع. 4: 40–56. ISSN:2520-4009. مؤرشف من الأصل في 2022-04-08.
20. 1 2 3  Decker, Alicia C. (15 Nov 2014). In Idi Amin’s Shadow: Women, Gender, and Militarism in Uganda (بالإنجليزية). Ohio University Press. ISBN:978-0-8214-4502-0. Archived from the original on 2022-12-18.
21. 1 2  "Idi Amin". Wikipedia (بالإنجليزية). 10 Apr 2023.
22. 1 2  "Out of Africa: Idi Amin Apparently Returning to Exile Home". AP NEWS (بالإنجليزية). Archived from the original on 2022-11-30. Retrieved 2023-04-11.
23. ↑  "Columbia Daily Spectator 1 October 1980 — Columbia Spectator". spectatorarchive.library.columbia.edu. مؤرشف من الأصل في 2022-11-30. اطلع عليه بتاريخ 2023-04-11.
24. ↑  Goline, Adam Leith (2013) The Fruit Hunters: A Story of Nature, Adventure, Commerce and Obsession New York: Scribner (ردمك 9781476704999). Quote: "Idi Amin, the tyrannical Ugandan dictator, lived his final years in Saudi Arabia as a fruitarian (his affinity for oranges earned him the nickname "Dr. Jaffa")."
25. ↑  "Beyond Vegan: Israel's Fruitarians Like It Raw". Haaretz (بالإنجليزية). Archived from the original on 2022-11-30. Retrieved 2023-04-11.
26. ↑  "How sex turned into torture | The Independent | The Independent". web.archive.org. 18 فبراير 2021. مؤرشف من الأصل في 2021-02-18. اطلع عليه بتاريخ 2023-04-11.{{استشهاد ويب}}:  صيانة الاستشهاد: BOT: original URL status unknown (link)
27. ↑  Appiah، Anthony؛ Gates، Henry Louis (1999). Africana : the encyclopedia of the African and African American experience. Internet Archive. New York : Basic Civitas Books. ISBN:978-0-465-00071-5. مؤرشف من الأصل في 2022-12-29.
28. ↑  "Idi Amin: a byword for brutality: Africa: News: News24". web.archive.org. 5 يونيو 2008. مؤرشف من الأصل في 2022-05-16. اطلع عليه بتاريخ 2023-04-11.
29. ↑  Lloyd, Lorna (2007) p.239
30. ↑  Riccardo (21 Aug 2003). "Opinion | Idi Amin's Exile Dream". The New York Times (بالإنجليزية الأمريكية). ISSN:0362-4331. Archived from the original on 2022-11-30. Retrieved 2023-04-11.
31. ↑  "Ghost Stories: Idi Amin's torture chambers - IWMF". www.iwmf.org (بالإنجليزية). Archived from the original on 2023-03-08. Retrieved 2023-04-11.

## روابط خارجية
- عيدي أمين على موقع IMDb (الإنجليزية)
- عيدي أمين على موقع الموسوعة البريطانية (الإنجليزية)
- عيدي أمين على موقع مونزينجر (الألمانية)
- عيدي أمين على موقع إن إن دي بي (الإنجليزية)
- عيدي أمين على موقع قاعدة بيانات الفيلم (الإنجليزية)

1. ↑  Many sources, like موسوعة بريتانيكا, إنكارتا, and the موسوعة كولومبيا claim that Amin was born in Koboko or Kampala ق.1925, and that the exact date of his birth is unknown. Journalist Patrick Keatley noted that "exact records were not kept for Africans in those days", though concurred that Amin was probably born in Koboko around 1925.[11] Researcher Fred Guweddeko claimed that Amin was born on 17 May 1928,[12] but that is disputed.[13]
2. ↑  The Nubians of Uganda  [لغات أخرى]‏ were "an extremely fluid category".[17] They are often portrayed as descendants of أمين باشا's mostly Muslim soldiers who fled to Uganda after being defeated by Mahdist Sudanese forces in the 1880s. Regarded as martial people, they were consequently recruited into British colonial units; as a result, West Nile people who wanted to join the military often claimed to be Nubians. This led to the paradoxical situation that the Nubians were both "detribalised" yet had also a distinct identity intimately linked to the West Nile region, to Islam, and to military service.[18] Amin himself stated that members of different tribes could become Nubians.[19]